# Ranunculus macropetalus
Ranunculus macropetalus är en ranunkelväxtart som beskrevs av Dc.. Ranunculus macropetalus ingår i släktet ranunkler, och familjen ranunkelväxter. Inga underarter finns listade i Catalogue of Life.